# Dan Chaluc
Dan Chaluc (hebrejsky:  דן חלוץ, narozen 7. srpna 1948, Tel Aviv, Izrael) je generál izraelského letectva, který v letech 2000 až 2004 zastával funkci velitele Izraelského vojenského letectva. V letech 2005 až 2007 zastával funkci náčelníka Generálního štábu Izraelských obranných sil (IOS).

## Biografie
Narodil se v Tel Avivu a vyrůstal v mošavu Chagor na Šaronské planině.
V roce 1966 vstoupil do Izraelského vojenského letectva a v roce 1969 se zúčastnil leteckých soubojů v opotřebovací válce s Egyptem. Až do jomkipurské války v roce 1973 následně zůstal rezervním pilotem. V roce 1978 opustil armádu a začal studovat ekonomii na Telavivské univerzitě. Do letectva se vrátil na začátku první libanonské války v roce 1982. V roce 1984 byl povýšen na velitele 107. peruti strojů F-4 Phantom.
V roce 1995 byl jmenován do štábu velitelství vzdušných sil a o tři roky později do Generálního štábu. V roce 1999 byl jmenován velitelem operací. Během druhé intifády se podílel na organizování operací proti palestinským teroristům.
V roce 2000 byl jmenován velitelem Izraelského vojenského letectva. V roce 2005 jej pak premiér Ariel Šaron jmenoval náčelníkem Generálního štábu, kde Chaluc nahradil Moše Ja'alona. Stal se tak teprve druhým velitelem letectva, který se stal náčelníkem Generálního štábu (prvním byl Chajim Laskov).
Během druhé libanonské války v roce 2006 byl Chaluc obviňován z nezdaru a podcenění nepřítele. Nakonec 17. ledna 2007 pod tlakem veřejného mínění rezignoval na svou funkci, ve které jej nahradil Gabi Aškenazi.
Je ženatý a má tři děti a jedno vnouče.